# Le nozze di Figaro (ouverture)
L'ouverture da Le nozze di Figaro è il brano di apertura all'omonima opera di Wolfgang Amadeus Mozart, scritta su libretto di Lorenzo Da Ponte nel 1786.
Il brano è tra le ouverture più celebri ed eseguite del compositore salisburghese e, più in generale, dell'intero panorama operistico settecentesco. La straordinaria vivacità musicale, lo spirito vitale delle note e l'astuta e brillante partitura degli archi rendono il brano quasi del tutto autonomo, tanto da poter essere considerato un brano a sé, fuori dal contesto dell'opera; infatti, se lo scopo dell'ouverture altro non è che anticipare il tema musicale, che viene in seguito riutilizzato e riadattato nel corso dell'opera, Mozart si allontana ancora una volta dalla tradizione musicale a lui precedente (in questo caso operistica), collocando il brano in una sorta di empireo aristotelico. Per questo motivo tale ouverture viene spesso eseguita da sola, in forma di concerto. Quello che traspare, dunque, del brano, è l'eccezionale binomio tradizione-innovazione, che conciliato perfettamente da Mozart, produce quel senso di musicalità pura ed assoluta e, allo stesso tempo, di fulgida frizzantezza.
L'Ouverture è stata spesso riutilizzata come colonna sonora di alcuni film, tra i quali il caso più famoso è quello di Una poltrona per due di John Landis dove i titoli di testa sono accompagnati proprio da questo brano.